# Paxille enroulé
Paxillus involutus
Espèce
Paxillus involutus, en français le Paxille enroulé, est une espèce de champignons basidiomycètes du genre Paxillus dans la famille des Paxillaceae. Il est largement distribué dans l'hémisphère nord.
C'est un champignon qui est ou était considéré comme comestible dans le passé ou dans certains pays (d'Europe de l'Est), mais qui est aujourd'hui considéré comme toxique, au moins chez des personnes vulnérables et parfois parce qu'il peut aussi accumuler des quantités importantes d'éléments traces métalliques.
Sa principale caractéristique est d’avoir la marge du sporophore enroulée.

## Nom scientifique
Paxillus involutus ((Batsch) Fries 1838). L'épithète spécifique involutus, « enroulé », se réfère à la marge du sporophore.

## Description

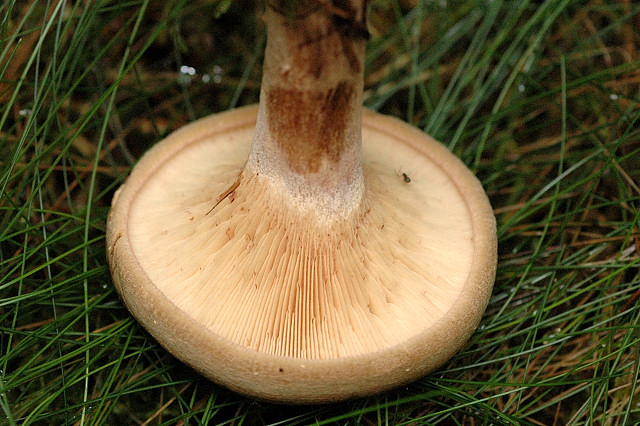
Marge enroulée du paxille.

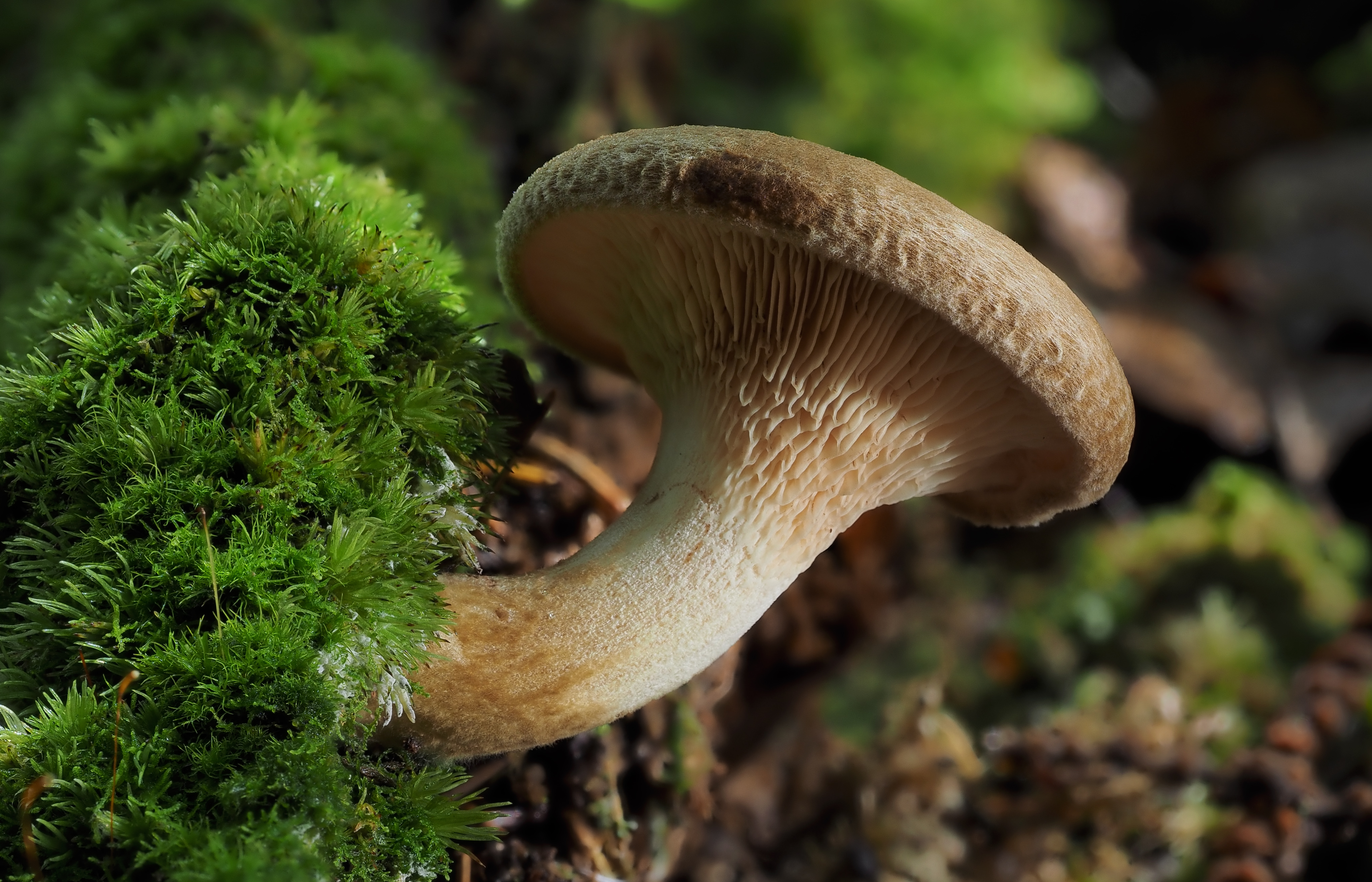
Un Paxille enroulé. Taille 5 cm. À Golovec, près de Ljubljana, Slovénie.

Le chapeau de Paxillus involutus est rond lorsqu’il est jeune. Avec la croissance, il s’étale et devient infundibuliforme avec une petite bosse en son centre ; il atteint un diamètre de 2 à 12 cm. La marge caractéristique enroulée est nettement présente quand le sporophore devient plus âgé. Les lames sont décurrentes.
Il est bien en chair, de couleur brun cannelle à brun ochracé. Sa chair, de couleur jaune, est molle et humide. Son stipe cylindrique (4-10 x 0, 3-6 cm) et infundibuliforme.
Il a une saveur légèrement aigrelette mais n’a pas d’odeur, si ce n’est parfois un parfum rappelant celui de la terre.
Une étude réalisée dans la campagne proche d'Uppsala en Suède, a conclu qu'il existe trois populations de Paxillus involutus incapables de se reproduire entre elles. L'une d'elles a été trouvée sous les conifères et dans les forêts mixtes, les deux autres dans les parcs, associées à des bouleaux. Le premier groupe avait tendance à produire des sporophores isolés avec un pied mince et une marge peu enroulée, tandis que les spécimens des deux autres populations avaient tendance à croître en groupes et présentaient des pieds plus épais et des chapeaux plus infundibuliformes à marges parfois ondulées. Ce ne sont toutefois là que des tendances générales et il a été impossible de détecter, hors de ces caractéristiques macroscopiques cohérentes, des différenciations microscopiques importantes.

## Habitat et distribution
Paxillus involutus est un champignon assez commun. Il se développe au sol dans tous les bois de feuillus et de conifères, mais avec une préférence marquée pour les sous-bois de bouleaux et peupliers, de l'été au début de l'automne. Il développe des relations ectomycorhiziennes avec un large éventail d'espèces d'arbres. On peut également le trouver sur les pelouses.
Originaire de l'hémisphère nord, il a été introduit en Australie, Nouvelle-Zélande et Amérique du Sud par l'exportation d'arbres européens.

## Toxicité
C'est un champignon extrêmement toxique, surtout à l’état cru, mais sa toxicité a été découverte sur le tard, avec le décès du mycologue allemand Julius Schäffer en octobre 1944, car elle n'apparaît qu'à partir d'un certain seuil et s'atténue à une cuisson prolongée (20 minutes)[pas clair]. Dès lors, certains ouvrages anciens, parfois repris comme sources dans certaines publications, le renseignent comme comestible. Les Italiens l'ont vendu sur les marchés du Nord jusqu'il y a peu[Quand ?]. Plusieurs cas avec fortes intoxications ont été répertoriés ainsi deux décès en 2019 en Allemagne.
Des composés mutagènes, dont certaines substances thermostables, ont été mis en évidence.

## Taxonomie

### Classification
L'espèce a tout d'abord été décrite par Pierre Bulliard en 1785 comme Agaricus contiguus, et a reçu son actuelle dénomination binomiale par Elias Magnus Fries en 1838.
Le genre a été plus tard placé dans une nouvelle famille, les Paxillaceae, par René Maire qui a compris sa liaison entre les agaricales et des boletales. Même s'il a des lames, et non des tubes, il a longtemps été reconnu comme appartenant à l'ordre des Boletales plutôt qu'aux agarics traditionnels.[précision nécessaire]

### Synonymes
- Agaricus adscendibus (Bolton 1788[9]) (synonyme)
- Agaricus contiguus (Bull. & Vent. 1809[10]) (synonyme)
- Agaricus contiguus (Bull. 1785[11]) (synonyme)
- Agaricus involutus (Batsch 1786[12]) (synonyme)
- Agaricus involutus var. involutus (Batsch 1786[13]) (synonyme)
- Omphalia involuta ((Batsch) Gray 1821[14]) (synonyme)
- Omphalia involuta var. involuta ((Batsch) Gray 1821[15]) (synonyme)
- Paxillus involutus var. excentricus Fr. (synonyme)

### Classification phylogénétique et origine géographique
Les études phylogénétiques indiquent que Paxillus involutus pourrait former un complexe de plusieurs clades,.
Une analyse moléculaire comparant les séquences d'ADN de spécimens de Paxillus involutus récoltés dans différents habitats en Bavière, a révélé que les spécimens provenant de parcs et jardins montrent une relation étroite avec l'espèce nord-américaine, Paxillus vernalis, tandis que ceux provenant de forêts étaient alliés avec Paxillus filamentosus. On pourrait en déduire que les populations du parc peuvent avoir été introduites à partir d'arbres en provenance d'Amérique du Nord.
Une analyse multigénique d'isolats européens a montré que Paxillus involutus sensus lato peut être séparé en quatre clades distincts, les lignées génétiquement isolées correspondant à Paxillus obscurosporus, Paxillus involutus sensus stricto, Paxillus validus et une quatrième espèce encore non identifiée. Les changements dans la gamme d'arbres hôtes sont fréquents et sont indépendants entre les variétés au sein de ce complexe de sous-espèces[pas clair].

## Liste des formes
Selon NCBI (28 octobre 2013) :
- forme Paxillus involutus f. eburneus